# Ruth Mary Reynolds
Pour les articles homonymes, voir Reynolds.
 (août 2024).
La mise en forme du texte ne suit pas les recommandations de Wikipédia : il faut le « wikifier ».
Les points d'amélioration suivants sont les cas les plus fréquents. Le détail des points à revoir est peut-être précisé sur la page de discussion.
- Les titres sont pré-formatés par le logiciel. Ils ne sont ni en capitales, ni en gras.
- Le texte ne doit pas être écrit en capitales (les noms de famille non plus), ni en gras, ni en italique, ni en « petit »…
- Le gras n'est utilisé que pour surligner le titre de l'article dans l'introduction, une seule fois.
- L'italique est rarement utilisé : mots en langue étrangère, titres d'œuvres, noms de bateaux, etc.
- Les citations ne sont pas en italique mais en corps de texte normal. Elles sont entourées par des guillemets français : « et ».
- Les listes à puces sont à éviter, des paragraphes rédigés étant largement préférés. Les tableaux sont à réserver à la présentation de données structurées (résultats, etc.).
- Les appels de note de bas de page (petits chiffres en exposant, introduits par l'outil «  Source ») sont à placer entre la fin de phrase et le point final[comme ça].
- Les liens internes (vers d'autres articles de Wikipédia) sont à choisir avec parcimonie. Créez des liens vers des articles approfondissant le sujet. Les termes génériques sans rapport avec le sujet sont à éviter, ainsi que les répétitions de liens vers un même terme.
- Les liens externes sont à placer uniquement dans une section « Liens externes », à la fin de l'article. Ces liens sont à choisir avec parcimonie suivant les règles définies. Si un lien sert de source à l'article, son insertion dans le texte est à faire par les notes de bas de page.
- La présentation des références doit suivre les conventions bibliographiques. Il est recommandé d'utiliser les modèles {{Ouvrage}}, {{Chapitre}}, {{Article}}, {{Lien web}} et/ou {{Bibliographie}}. Le mode d'édition visuel peut mettre en forme automatiquement les références.
- Insérer une infobox (cadre d'informations à droite) n'est pas obligatoire pour parachever la mise en page.

Pour une aide détaillée, merci de consulter Aide:Wikification.
Si vous pensez que ces points ont été résolus, vous pouvez retirer ce bandeau et améliorer la mise en forme d'un autre article.
Ruth Mary Reynolds, née le 29 février 1916 à Terraville (Dakota du Sud) et morte le 2 décembre 1989, est une éducatrice et militante politique et des droits civiques américaine qui adopte les idéaux du Parti nationaliste de Porto Rico. Elle consacre de nombreuses années de sa vie à la cause de en tant que l'une des fondatrices de l'organisation connue sous le nom de « Ligue américaine pour l'indépendance de Porto Rico ».

## Enfance et éducation
Née en 1916 à Terraville, une ville minière des Black Hills située dans le comté de Lawrence dans le Dakota du Sud, Ruth Reynolds enseigne durant sa jeunesse au lycée pendant deux ans, dont une année dans une réserve indienne. Après avoir obtenu sa maîtrise à l'Université Northwestern, elle déménage à New York, où elle rejoint l'Ashram de Harlem, une communauté pacifiste interraciale dédiée au développement de stratégies non violentes pour le changement social.

## Ashram de Harlem
Fondée par Ralph Templin et Jay Holmes Smith en 1940, l'Ashram est un mouvement religieux et pacifiste basé sur la philosophie gandhienne de la non-violence. Dans l’intérêt de promouvoir la bonne entente interraciale, les membres de l’Ashram s'associent aux membres d’un quartier à prédominance portoricaine de la ville. Reynolds et ses associés organisent des jeux et des activités pour les jeunes qui vivent à East Harlem, également connu sous le nom de Spanish Harlem.

## Parti nationaliste de Porto Rico
Plusieurs nationalistes dont Pedro Albizu Campos, président du Parti nationaliste portoricain, sont arrêtés et accusés de « conspiration séditieuse visant à renverser le gouvernement américain à Porto Rico » après les événements du massacre de Río Piedras de 1935. Reconnu coupable malgré son innocence, Albizu Campos est condamné en 1937 à dix ans de prison, à purger au pénitencier fédéral d'Atlanta en Géorgie.

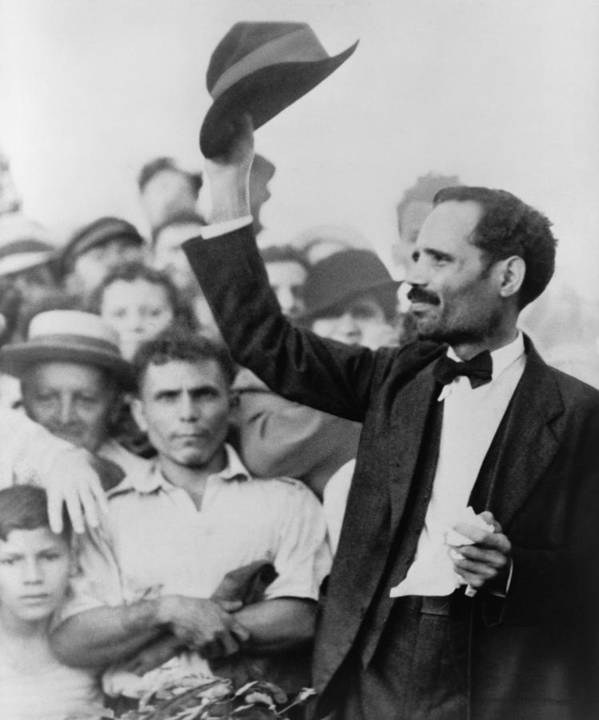
Don Pedro Albizu Campos, 1936

En 1943, Albizu Campos tombe gravement malade durant sa détention et est interné à l'hôpital Columbus de New York. Pendant son séjour à l’hôpital, il apprend l’existence du travail effectué par l’Ashram de Harlem avec l'aide les Portoricains locaux. Il demande à Julio Pinto Gandía, membre du Parti nationaliste de Porto Rico, d'amener le groupe à ses côtés car il désire les rencontrer. Reynolds et les autres vont rencontrer Albizu Campos comme demandé. C'est le début d'une amitié de toute une vie entre Reynolds et Albizu Campos.
Albizu Campos entend non seulement parler des activités de l'Ashram auprès de la communauté portoricaine, mais il apprend également que le groupe est impliqué dans le mouvement non violent « Free India ». Il parvient à les convaincre de s'impliquer dans un mouvement « Porto Rico libre », car il pense qu'il s'agit d'un cas comparable de colonialisme (la colonisation de Porto Rico par les États-Unis). En dépit de leur opposition à l'usage de la violence comme moyen d'obtention d'indépendance, les membres du groupe sont d'accord pour que Porto Rico obtienne son indépendance et s'érigent en défenseurs de l'indépendance de l'île.
Reynolds aidée de ses collègues fondent la Ligue américaine pour l'indépendance de Porto Rico et en elle devient la secrétaire exécutive. En 1945, Reynolds effectue son premier voyage à Porto Rico dans le but d'examiner les conditions socio-économique et politique de l'île. De 1946 à 1947, Reynolds comparaît aux Nations Unies, où elle plaide en faveur de l'indépendance de Porto Rico. Elle affirme que le traitement réservé à Porto Rico par les États-Unis est une violation de la « Déclaration relative aux territoires non autonomes » énoncée au chapitre 11, article 73 de la Charte des Nations unies. Elle témoigne également devant le Congrès des États-Unis en ce qui concerne de la situation de l’île. En 1948, elle se rend à nouveau sur l'île afin  de mener des investigations sur la grève estudiantine à l'Université de Porto Rico.

## Révoltes du Parti nationaliste portoricain des années 1950

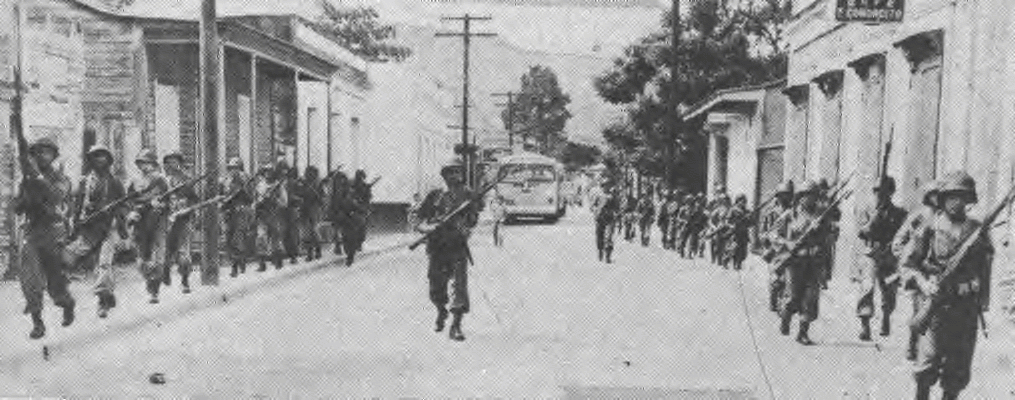
La Garde nationale, commandée par l' adjudant général de Porto Rico, le général Luis R. Esteves et sous les ordres du gouverneur Luis Muñoz Marín, occupe Jayuya.

Le Parti nationaliste portoricain des années 1950 mène à travers des révoltes une vaste campagne pour son indépendance contre le régime du gouvernement des États-Unis à Porto Rico et rejette notamment le supposé « État Libre Associé » (Estado Libre Asociado) de Porto Rico, une désignation que les nationalistes considèrent comme une « farce coloniale ».
Sur ordre du leader nationaliste Pedro Albizu Campos, les insurrections débutent le 30 octobre 1950 avec des soulèvements dans plusieurs villes dont Peñuelas, Mayagüez, Naranjito, Arecibo et Ponce. Les révoltes les plus importants ont lieu à Utuado, Jayuya et San Juan.
À Utuado, les insurgés sont capturés et exécutés. À Jayuya, la « République libre de Porto Rico » est déclarée, jusqu'à ce que les États-Unis envoient des bombardiers, de l'artillerie lourde et des troupes d'infanterie de l'armée pour mettre fin à la mutinerie. À San Juan, les nationalistes mènent une tentative d'assassinat à l'endroit du gouverneur de Porto Rico dans sa résidence, La Fortaleza.
Au début des révoltes, Reynolds dort dans sa maison à San Juan. À 2 heures du matin, elle est réveillée par plus de quarante policiers armés et gardes nationaux qui se présentent à sa porte. Même s'ils n'ont pas de mandat de perquisition, ils procèdent à la perquisition de la maison et confisquent ses papiers et ses discours. Lorsqu'elle leur demande s'ils ont un mandat de perquisition, ils lui répondent qu'ils n'en ont pas, mais qu'ils possèdent l'ordre de l'arrêter. La police affirment que ses actions se justifient par les dispositions de la Ley de la Mordaza (loi bâillon, techniquement « loi 53 de 1948 »). Reynolds est arrêtée avec Carmen María Pérez Gonzalez et Olga Viscal Garriga. Elle est détenue pendant plusieurs jours[pas clair] au siège de la police avant d'être transférée à la prison de La Princesa[réf. nécessaire].
En janvier 1951, elle est poursuivie pour deux chefs de sédition : avoir prétendument voyagé dans une voiture transportant des armes et avoir prêté serment de loyauté au Parti nationaliste lors d'une réunion du parti en décembre 1949. Le gouvernement soutient que, ce faisant, Reynolds engage sa vie et sa fortune pour la « destitution illégale, criminelle et malveillante » du gouvernement soutenu par les États-Unis à Porto Rico. En septembre 1951, elle est déclarée coupable et condamnée à six ans de travaux forcés au pénitencier insulaire d'Arecibo.

## Les Américains pour l'indépendance de Porto Rico
La Ligue américaine pour l'indépendance de Porto Rico est dissoute à la suite de l'incarcération de Reynolds. Ses compagnons organisent le « Comité de défense de Ruth Reynolds » et collectent des fonds pour sa défense. En juin, ils réunissent suffisamment d'argent  pour payer la caution et obtenir sa libération. Reynolds retourne  à New York et est représentée légalement par Conrad Lynn, un avocat chargé de nombreuses affaires importantes de ségrégation et de libertés civiles. Il défend avec succès Reynolds contre l'accusation de collaboration avec le mouvement nationaliste portoricain dans le cadre de la promotion du renversement du gouvernement américain. En 1954, elle remporte son procès en appel devant la Cour suprême de Porto RIico et retourne de nouveau  à New York et travaille comme bibliothécaire adjointe et archiviste à l'Institut psychanalytique de New York.
Le 1er mars 1954, un groupe de quatre nationalistes, composé de Lolita Lebrón, Rafael Cancel Miranda, Andrés Figueroa Cordero et Irvin Flores, déploient un drapeau portoricain et ouvrent le feu sur les représentants du 83e Congrès, dans le but d'attirer l'attention du monde entier sur la cause de l'indépendance portoricaine, blessant cinq membres du Congrès. Cet événement occasionne l’arrestation d’Albizu Campos dont la santé est précaire à ce moment. Reynolds, aidée de la Ligue américaine pour l'indépendance de Porto Rico, participe à la défense d'Albizu Campos et des quatre nationalistes impliqués dans la fusillade.
Reynolds demeure une amie proche d'Albizu Campos jusqu'à la mort  de ce dernier en 1965 et poursuit sa quête de l'indépendance portoricaine. Elle relance la « Ligue américaine pour l'indépendance de Porto Rico » et modifie le nom de l'organisation en « Américains pour l'indépendance de Porto Rico ». Sous sa direction, l'organisation se présente aux Nations Unies et demande à l'organe directeur de l'ONU une enquête sur la déclaration des États-Unis selon laquelle Porto Rico jouit désormais d'un « gouvernement autonome » et sur la « répression » des membres du mouvement indépendantiste. En 1977, Reynolds fait une autre présentation à l'ONU au nom de Porto Rico et cette fois-ci au Comité de décolonisation des Nations Unies.

## Les dernières années
Tout au long de sa vie, Reynolds reçoit bon nombre  hommages du mouvement d'indépendance de Porto Rico. Elle oeuvre en faveur des prisonniers politiques portoricains en tant que membre du « Comité pour la libération des cinq nationalistes » et prend part à des entretiens d'histoire orale pour le compte de diverses institutions éducatives, dont le Centre d'études portoricaines du Hunter College, le Centre Schomburg de recherche sur la culture noire de la Bibliothèque publique de New York et l'Université Columbia. A travers la publication de son ouvrage « Campus in Bondage: a 1948 Microcosm of Puerto Rico in Bondage », elle relate l'histoire de la révolte et de la grève à l'Université de Porto Rico. Reynolds s'éteint le 2 décembre 1989, non loin de son domicile dans le Dakota du Sud.

## Héritage

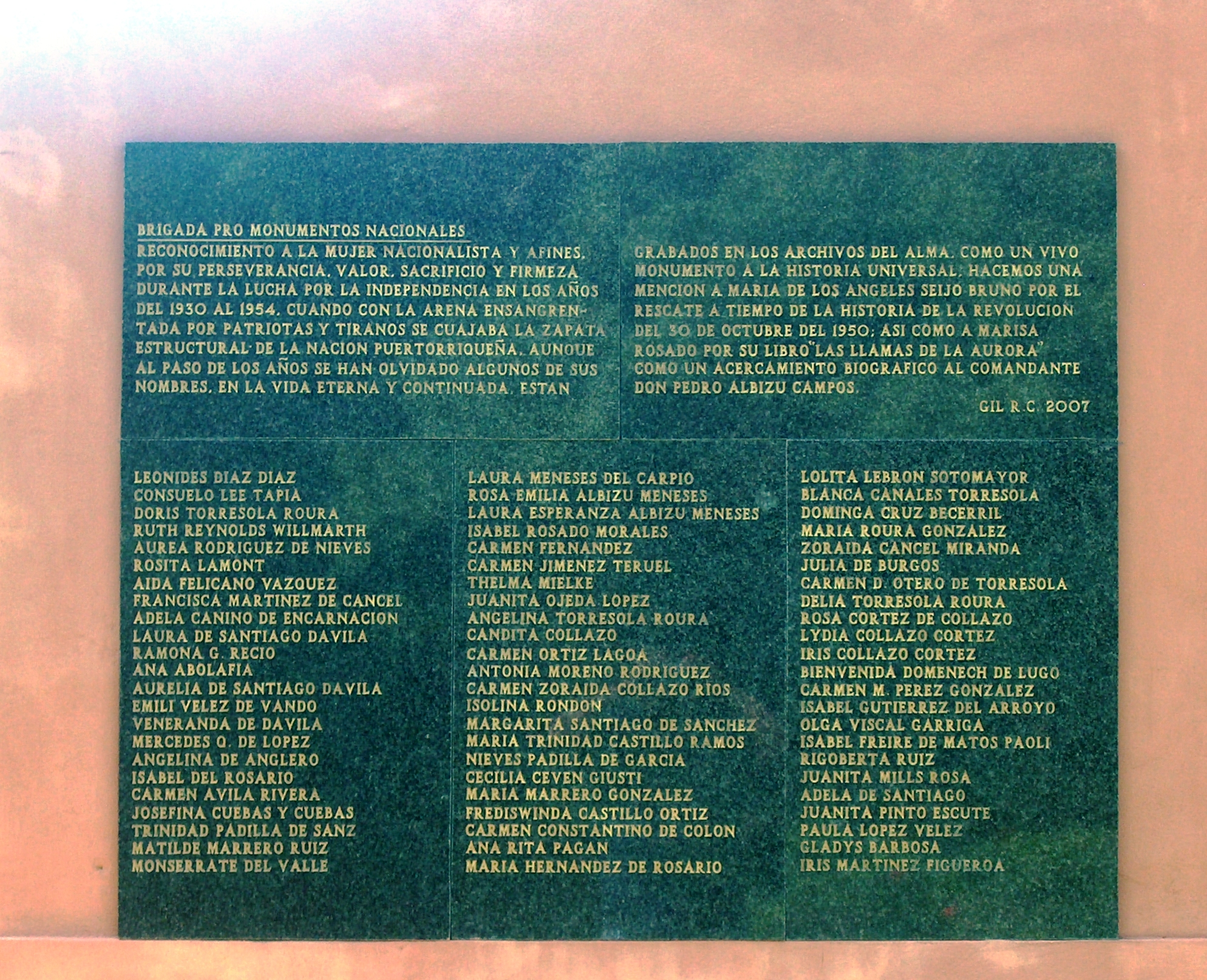
Plaque en hommage aux femmes du Parti nationaliste portoricain

L'expérience de Reynolds et du mouvement d'indépendance portoricain est relatée à travers une pièce théâtrale  intitulée Ruth and the Great Gust of Wind écrite et réalisée à New York par Noelle Ghoussaini . La pièce est créée au festival de lecture littéraire Between the Seas du Théâtre Les Manouches en octobre 2010 .

A Mayagüez, une plaque honorant les femmes du Parti nationaliste portoricain est construite et réfère au monument aux combattants nationalistes du soulèvement de Jayuya . Le nom de Reynolds inscrit comme Ruth Mary Reynolds Willmarth conformément aux coutumes de dénomination latino-américaines qui utilisent à la fois les noms de famille paternels et maternels. Son nom se trouve sur la quatrième ligne de la première planche.

## Lectures complémentaires
- « Guerre contre tous les Portoricains : révolution et terreur dans la colonie américaine » ; Auteur : Nelson Antonio Denis ; Éditeur : Nation Books (7 avril 2015) ; (ISBN 978-1568585017) .
- « Solidarité radicale : Ruth Reynolds, l'alliance politique et la bataille pour l'indépendance de Porto Rico » ; Auteur : Lisa G. Materson, Éditeur : University of North Carolina Press (2024) ; (ISBN 978-1469679921) .